# Yuanbaoshan Shuiku
Yuanbaoshan Shuiku är en reservoar i Kina. Den ligger i provinsen Liaoning, i den nordöstra delen av landet, omkring 280 kilometer väster om provinshuvudstaden Shenyang. Trakten runt Yuanbaoshan Shuiku består till största delen av jordbruksmark.
Genomsnittlig årsnederbörd är 766 millimeter. Den regnigaste månaden är juli, med i genomsnitt 183 mm nederbörd, och den torraste är februari, med 5 mm nederbörd.